# Dariusz Korneluk
Dariusz Szymon Korneluk (ur. 3 września 1967 w Kodniu) – polski prawnik, prokurator i urzędnik państwowy, od 2024 Prokurator Krajowy oraz I zastępca Prokuratora Generalnego.

## Życiorys
Ukończył studia prawnicze na Uniwersytecie Jagiellońskim w Krakowie w 1993 roku. W 1995 roku ukończył aplikację prokuratorską. Pracę zawodową rozpoczął w 1996 w Prokuraturze Rejonowej Gdańsk-Północ, następnie został zatrudniony w Prokuraturze Rejonowej Warszawa-Mokotów.
Od 2000 prokurator w Wydziale VI do spraw Przestępczości Zorganizowanej w Prokuraturze Okręgowej w Warszawie. W latach 2003-2010 pełnił funkcję prokuratora w Prokuraturze Rejonowej, a następnie Okręgowej Warszawa-Praga Północ w Warszawie. Między 2010 a 2016 prokurator Prokuratury Apelacyjnej w Warszawie. Od marca 2016, po zdegradowaniu decyzją Zbigniewa Ziobro, pracował w Prokuraturze Rejonowej Warszawa-Śródmieście.
W grudniu 2023 Korneluk został Radcą Generalnym w Biurze Ministra Sprawiedliwości, a w lutym 2024 został powołany na stanowisko zastępcy Prokuratora Krajowego. 14 marca 2024 powołany przez Premiera Donalda Tuska na stanowiska I zastępcy Prokuratora Generalnego oraz Prokuratora Krajowego.
Współzałożyciel Stowarzyszenia Prokuratorów Lex Super Omnia.